# Marsalès
Marsalès est une commune française située dans le département de la Dordogne, en région Nouvelle-Aquitaine.

## Géographie

### Généralités
Dans le quart sud-est du département de la Dordogne, Marsalès est une commune rurale située dans l'extrême sud-est du Bergeracois, entre les vallées du Lot et de la Dordogne.
Traversé par la route départementale 660 ((RD) 660), le bourg de Marsalès est contigu au sud-est à la bastide de Monpazier. Il est situé, en distances orthodromiques, douze kilomètres au nord-est de celle de Villeréal et treize kilomètres au sud-est de celle de Beaumont-du-Périgord.
Le territoire communal est également desservi par les RD 2 et 26e.
Entre Lavalade, Monpazier et Gaugeac, le sentier de grande randonnée GR 36 traverse le territoire communal à l'ouest et au sud sur quatre kilomètres, en deux tronçons.

### Communes limitrophes
Marsalès est limitrophe de huit autres communes, dont Saint-Cassien au sud-ouest, sur une cinquantaine de mètres.
| Lolme         | Saint-Romain-de-Monpazier | Saint-Marcory |
| Lavalade      | Marsalès                  | Capdrot       |
| Saint-Cassien | Gaugeac                   | Monpazier     |

### Géologie et relief

#### Géologie
Situé sur la plaque nord du Bassin aquitain et bordé à son extrémité nord-est par une frange du Massif central, le département de la Dordogne présente une grande diversité géologique. Les terrains sont disposés en profondeur en strates régulières, témoins d'une sédimentation sur cette ancienne plate-forme marine. Le département peut ainsi être découpé sur le plan géologique en quatre gradins différenciés selon leur âge géologique. Marsalès est située dans le quatrième gradin à partir du nord-est, un plateau formé de dépôts siliceux-gréseux et de calcaires lacustres de l'ère tertiaire.
Les couches affleurantes sur le territoire communal sont constituées de formations superficielles du Quaternaire et de roches sédimentaires datant pour certaines du Cénozoïque, et pour d'autres du Mésozoïque. La formation la plus ancienne, notée c5e, date du Campanien 5, des calcaires bioclastiques jaunâtres à rudistes, orbitoides media, Larrazetia, calcaires gréseux jaunes à grands silex versicolores, lumachelles à huîtres. La formation la plus récente, notée CFvs, fait partie des formations superficielles de type colluvions carbonatées de vallons secs : sable limoneux à débris calcaires et argile sableuse à débris. Le descriptif de ces couches est détaillé dans  la feuille « no 831 - Belvès » de la carte géologique au 1/50 000 de la France métropolitaine, et sa notice associée.

Carte géologique de Marsalès.

#### Relief et paysages

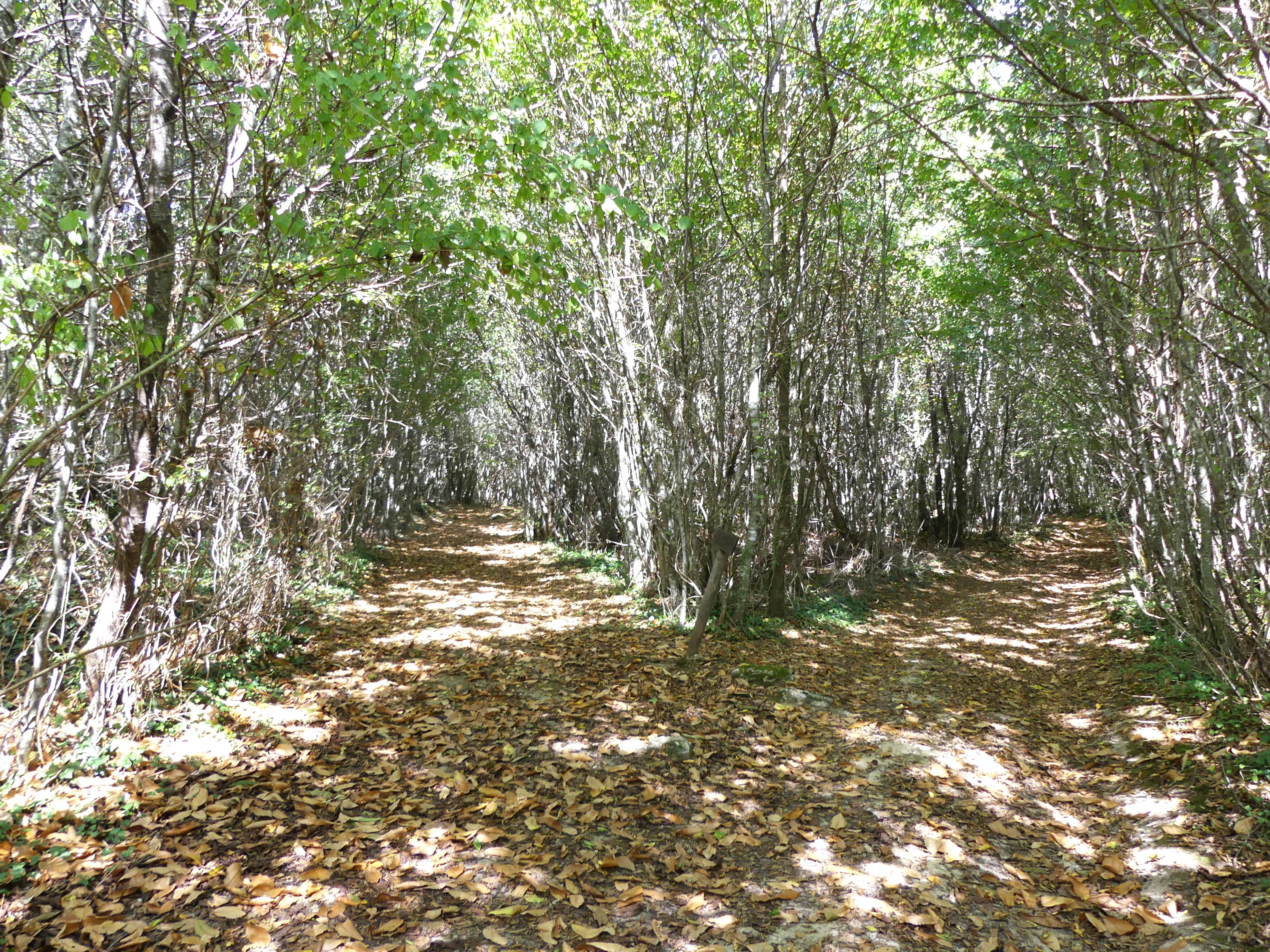
Chemins forestiers à proximité des allées couvertes de la Borie Neuve.

Le département de la Dordogne se présente comme un vaste plateau incliné du nord-est (491 m, à la forêt de Vieillecour dans le Nontronnais, à Saint-Pierre-de-Frugie) au sud-ouest (2 m à Lamothe-Montravel). L'altitude minimale du territoire communal est de 135 m à l'extrême nord-ouest, au nord du lieu-dit Péchaud, là où la Véronne quitte la commune et sert de limite entre celles de Lolme et Saint-Romain-de-Monpazier ; l'altitude maximale dépasse les 232 m dans l'est, au sud du lieu-dit Maurisset, en limite territoriale de la commune  de Capdrot,,.
Dans le cadre de la Convention européenne du paysage entrée en vigueur en France le 1er juillet 2006, renforcée par la loi du 8 août 2016 pour la reconquête de la biodiversité, de la nature et des paysages, un atlas des paysages de la Dordogne a été élaboré sous maîtrise d’ouvrage de l’État et publié en octobre 2020. Les paysages du département s'organisent en huit unités paysagères et 14 sous-unités. La commune est dans le Bergeracois, une région naturelle présentant un relief contrasté, avec les deux grandes vallées de la Dordogne et du Dropt séparées par un plateau plus ou moins vallonné, dont la pente générale s’incline doucement d’est en ouest. Ce territoire offre des paysages ouverts qui tranchent avec les paysages périgourdins. Il est composé de vignes, vergers et cultures,.
La superficie cadastrale de la commune publiée par l'Insee, qui sert de référence dans toutes les statistiques, est de 9,43 km2,,. La superficie géographique, issue de la BD Topo, composante du Référentiel à grande échelle produit par l'IGN, est quant à elle de 9,47 km2.

### Hydrographie

#### Réseau hydrographique
La commune est située pour partie dans le bassin de la Dordogne et pour partie dans le bassin de la Garonne au sein du Bassin Adour-Garonne. Elle est drainée par la Véronne — qui y alimente un petit lac d'environ deux hectares et demi — et par plusieurs petits cours d'eau formant un réseau hydrographique de quatre kilomètres de longueur totale,.
Affluent de la Couze, la Véronne prend sa source près du petit bourg de Marsalès et arrose le nord-ouest du territoire communal sur près de trois kilomètres, lui servant de limite naturelle sur 400 mètres face à Saint-Romain-de-Monpazier.

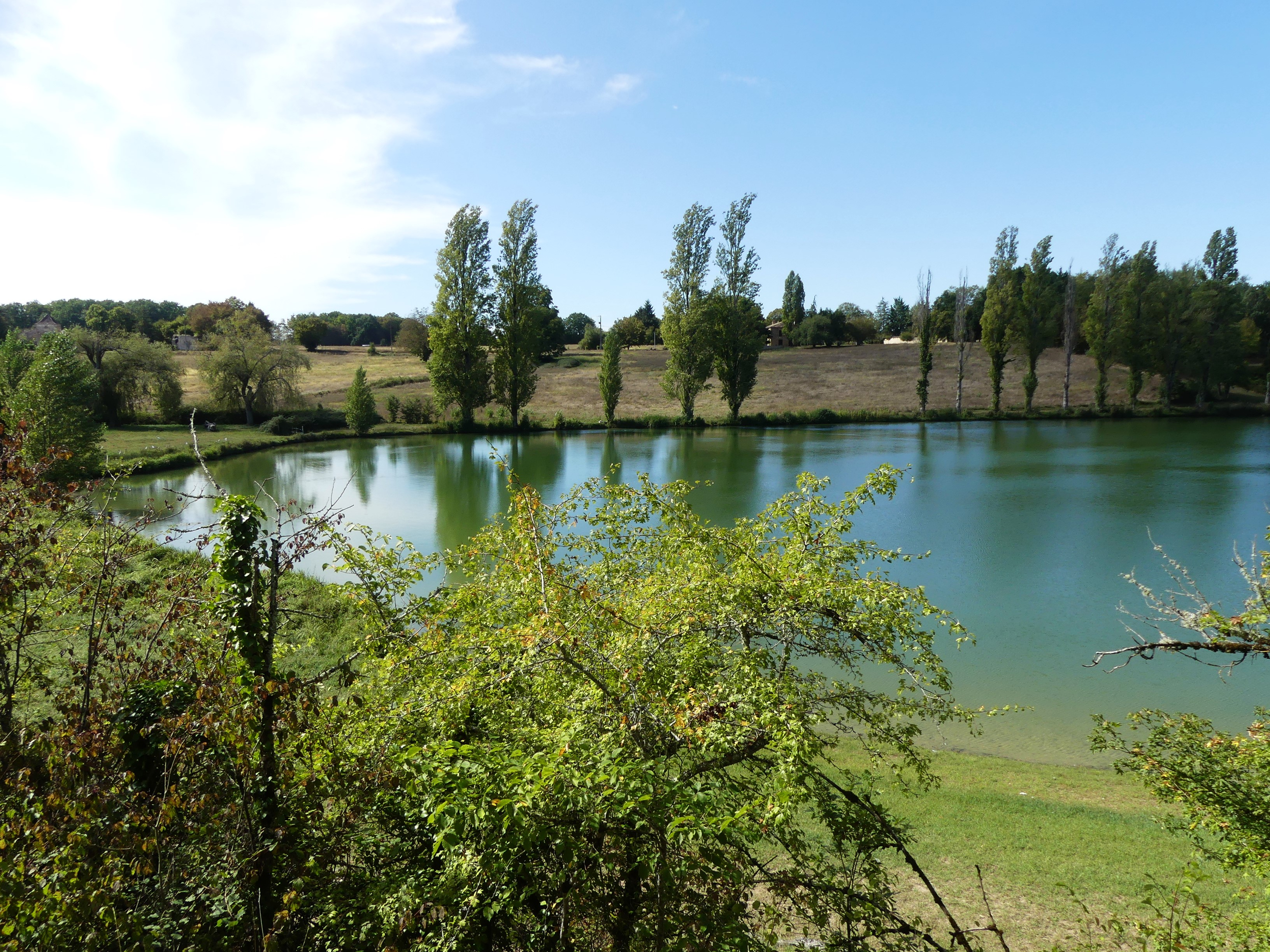
Le côté sud du lac alimenté par la Véronne.
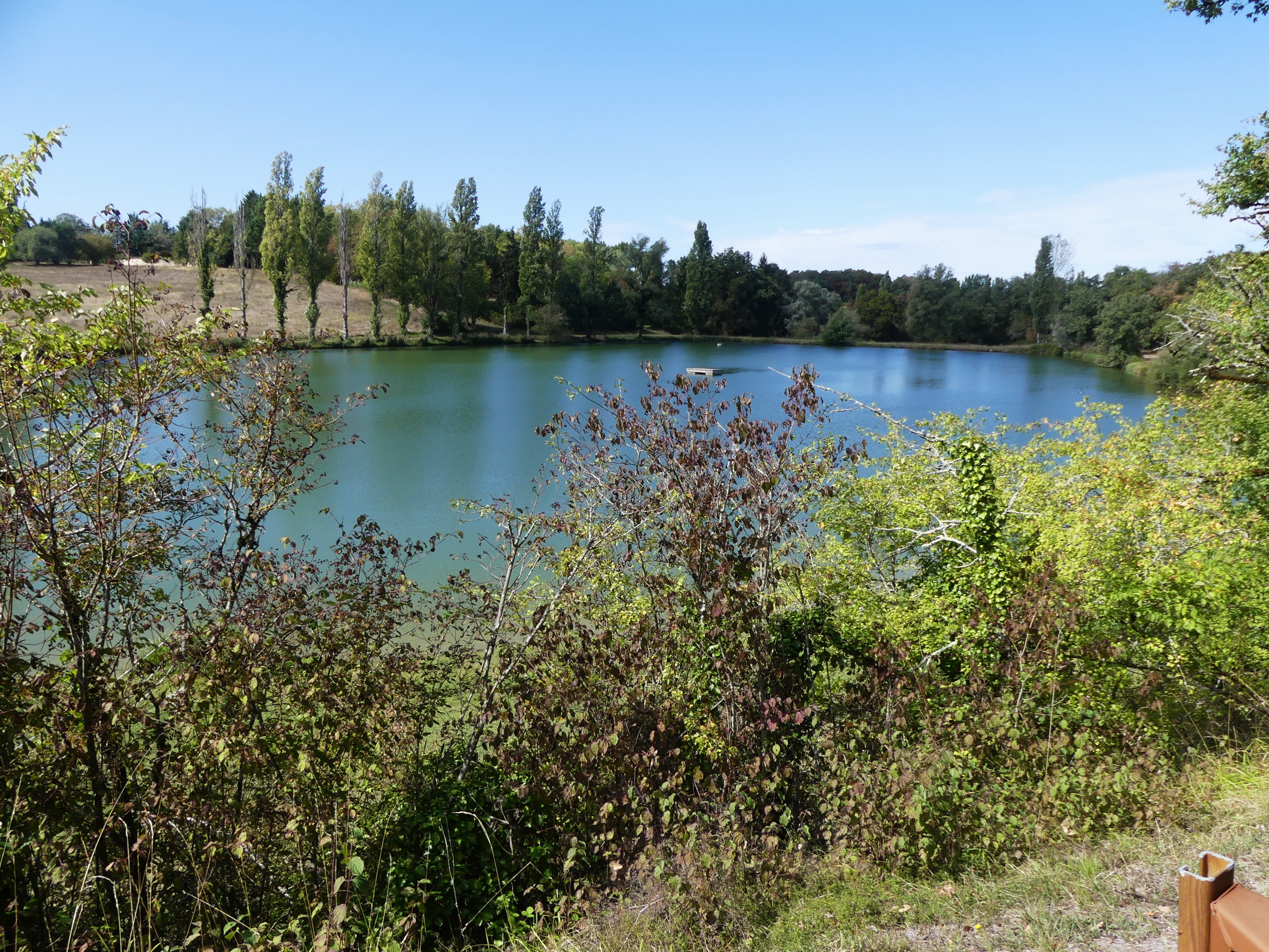
Le côté nord.
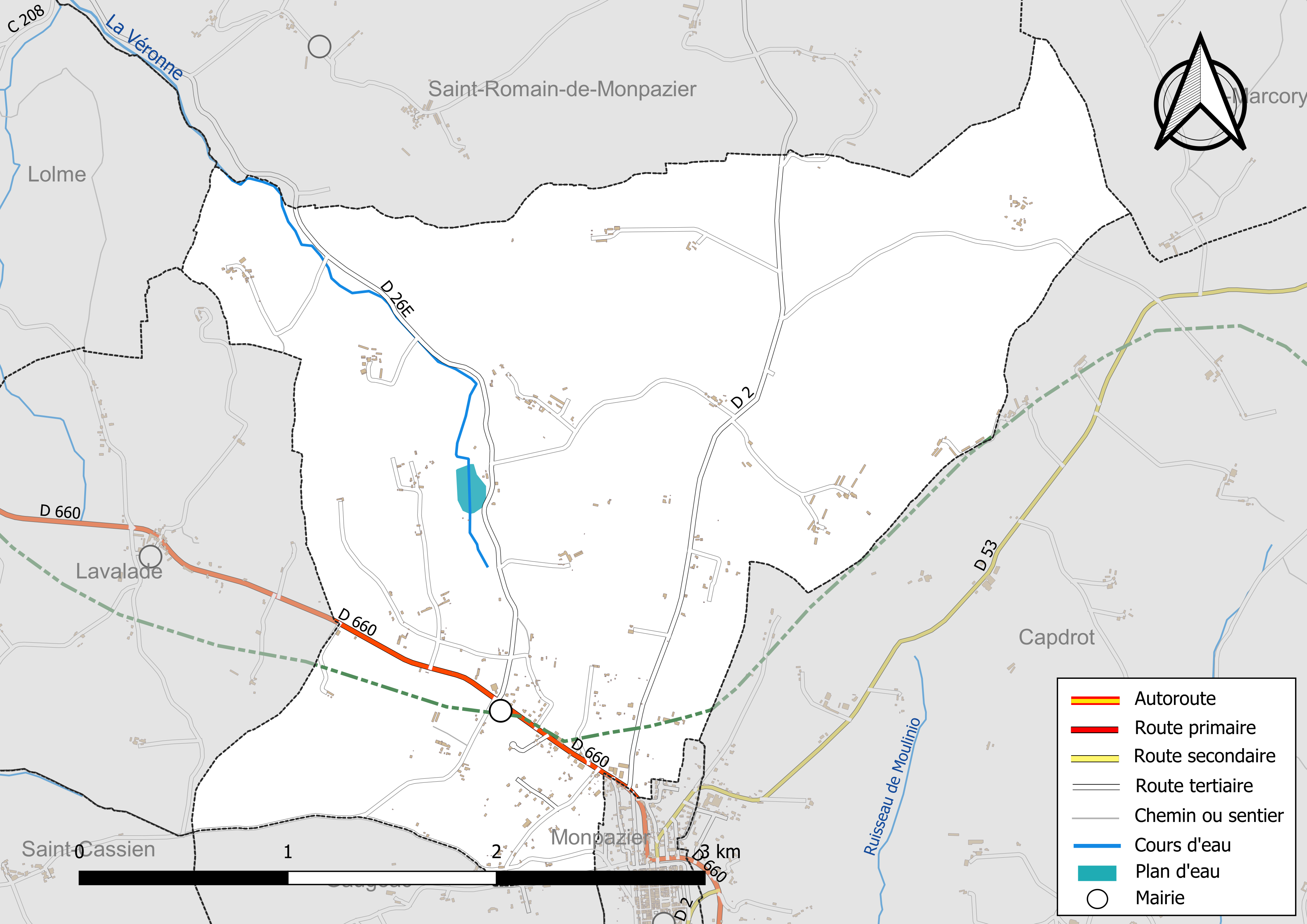
Réseaux hydrographique et routier de Marsalès[Note 3].
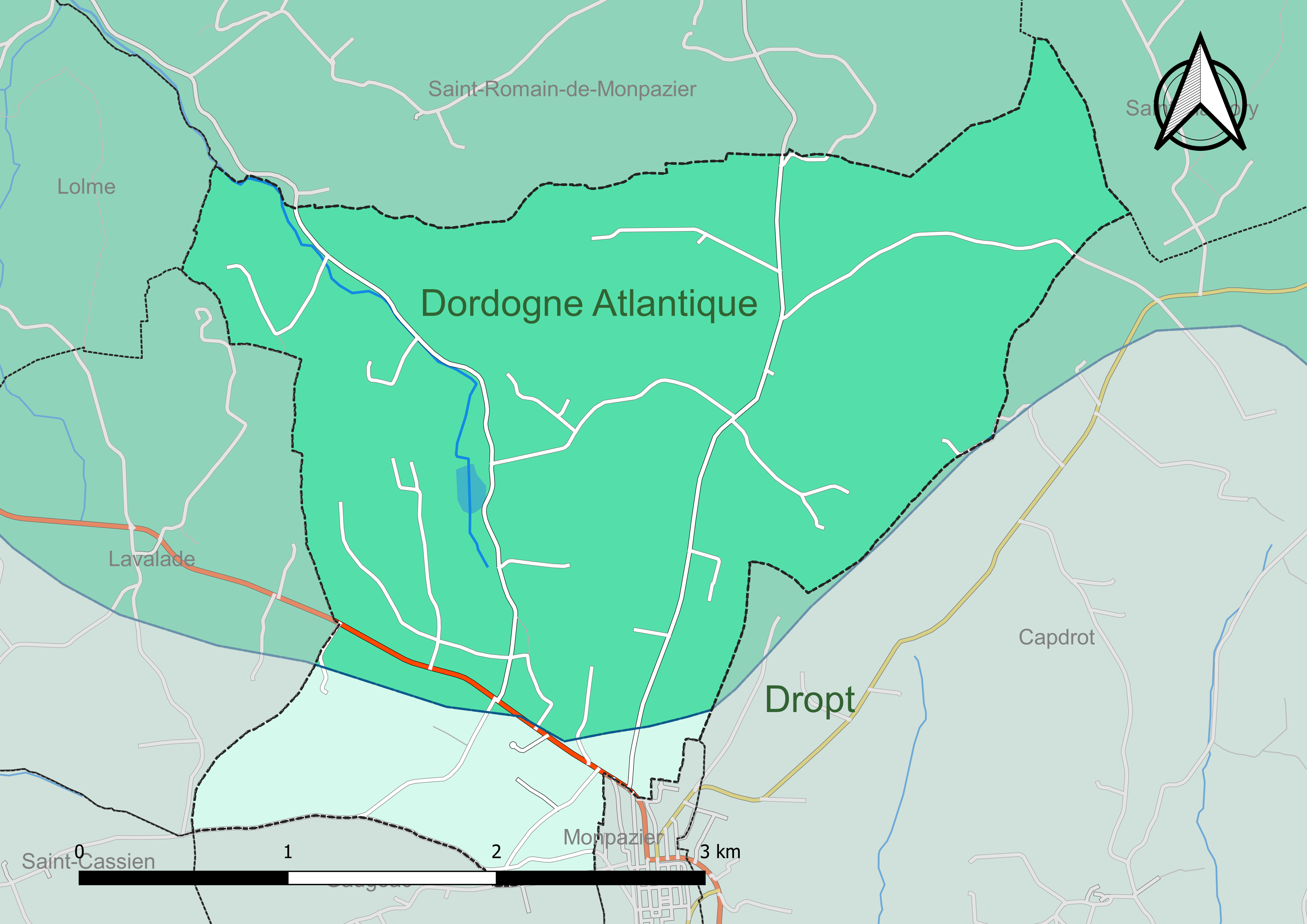
Carte des schémas d'aménagement et de gestion des eaux (SAGE) couvrant le territoire communal de Marsalès.

#### Gestion et qualité des eaux
Le territoire communal est couvert par les schémas d'aménagement et de gestion des eaux (SAGE) « Dordogne Atlantique » et « Dropt ». Le SAGE « Dordogne Atlantique », dont le territoire correspond au sous‐bassin le plus aval du bassin versant de la Dordogne (aval de la confluence Dordogne - Vézère)., d'une superficie de 2 700 km2 est en cours d'élaboration. La structure porteuse de l'élaboration et de la mise en œuvre est l'établissement public territorial de bassin de la Dordogne (EPIDOR). Le SAGE « Dropt », dont le territoire correspond au bassin versant du Dropt, d'une superficie de 1 522 km2, a été approuvé le 13 janvier 2022. La structure porteuse de l'élaboration et de la mise en œuvre est le syndicat mixte EPIDROPT. Ils définissent chacun sur leur territoire les objectifs généraux d’utilisation, de mise en valeur et de protection quantitative et qualitative des ressources en eau superficielle et souterraine, en respect des objectifs de qualité définis dans le troisième SDAGE  du Bassin Adour-Garonne qui couvre la période 2022-2027, approuvé le 10 mars 2022.
Au nord, la majeure partie du territoire communal correspond au bassin versant de la Véronne et dépend du SAGE Dordogne Atlantique. Au sud, moins de 15 % du territoire fait parte du bassin versant du Dropt et est rattaché au SAGE Dropt.
La qualité des eaux de baignade et des cours d’eau peut être consultée sur un site dédié géré par les agences de l’eau et l’Agence française pour la biodiversité.

### Climat
Pour des articles plus généraux, voir Climat de la Nouvelle-Aquitaine et Climat de la Dordogne.
Historiquement, la commune est exposée à un climat océanique aquitain.  
En 2020, Météo-France publie une typologie des climats de la France métropolitaine dans laquelle la commune est exposée à un climat océanique altéré et est dans la région climatique  Aquitaine, Gascogne, caractérisée par une pluviométrie abondante au printemps, modérée en automne, un faible ensoleillement au printemps, un été chaud (19,5 °C), des vents faibles, des brouillards fréquents en automne et en hiver et des orages fréquents en été (15 à 20 jours).
Pour la période 1971-2000, la température annuelle moyenne est de 12,5 °C, avec  une amplitude thermique annuelle de 15 °C. Le cumul annuel moyen de précipitations est de 913 mm, avec 11,9 jours de précipitations en janvier et 7 jours en juillet. Pour la période 1991-2020, la température moyenne annuelle observée sur la station météorologique la plus proche, située sur la commune de Pays de Belvès à 13 km à vol d'oiseau, est de 13,0 °C et le cumul annuel moyen de précipitations est de 888,2 mm,. Pour l'avenir, les paramètres climatiques de la commune estimés pour 2050 selon différents scénarios d’émission de gaz à effet de serre sont consultables sur un site dédié publié par Météo-France en novembre 2022.

### Milieux naturels et biodiversité

#### Espaces protégés
La protection réglementaire est le mode d’intervention le plus fort pour préserver des espaces naturels remarquables et leur biodiversité associée.
D'après l'Inventaire national du patrimoine naturel (INPN), une seule aire protégée concerne le territoire communal.
Il s'agit du bassin de la Dordogne, reconnu réserve de biosphère par l'UNESCO en juillet 2012, dont 85 % du territoire communal, au nord, font partie de sa « zone de transition ».

## Urbanisme

### Typologie
Au 1er janvier 2024, Marsalès est catégorisée commune rurale à habitat très dispersé, selon la nouvelle grille communale de densité à 7 niveaux définie par l'Insee en 2022.
Elle est située hors unité urbaine et hors attraction des villes,.

### Occupation des sols
L'occupation des sols de la commune, telle qu'elle ressort de la base de données européenne d’occupation biophysique des sols Corine Land Cover (CLC), est marquée par l'importance des territoires agricoles (58,7 % en 2018), une proportion sensiblement équivalente à celle de 1990 (59,4 %). La répartition détaillée en 2018 est la suivante : 
zones agricoles hétérogènes (40,2 %), forêts (39,8 %), prairies (13,6 %), terres arables (4,9 %), zones urbanisées (1,5 %). L'évolution de l’occupation des sols de la commune et de ses infrastructures peut être observée sur les différentes représentations cartographiques du territoire : la carte de Cassini (XVIIIe siècle), la carte d'état-major (1820-1866) et les cartes ou photos aériennes de l'IGN pour la période actuelle (1950 à aujourd'hui).

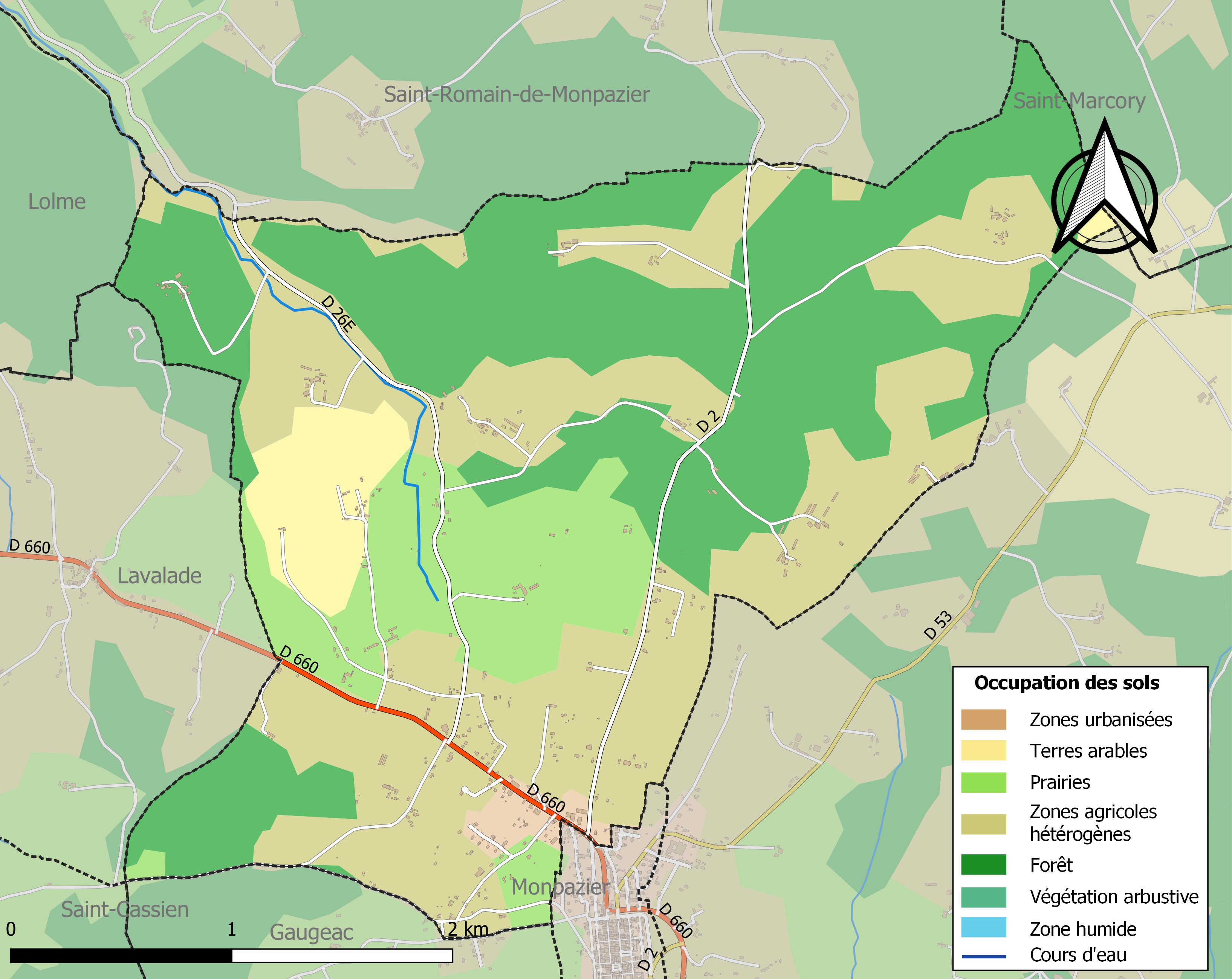
Carte des infrastructures et de l'occupation des sols de la commune en 2018 (CLC).

### Villages, hameaux et lieux-dits
Le territoire communal se compose de villages ou de hameaux, ainsi que de lieux-dits :
- Andral
- la Bartelle
- Beau Chêne
- Beauvel
- la Bigotie
- Borie Haute
- la Borie Neuve
- les Bouriottes
- les Bouygues
- la Bretonne
- Broumet
- le Champ de Courses
- le Château
- Dalibouil
- Fontenelle
- Jean Gros
- les Joignots
- Labarde
- le Lion d’Or
- Lissac
- le Maine
- les Malaises
- Maurisset
- Mestre Bernat
- Mouly
- Patirat
- Péchaud
- Pellandal
- les Prades
- la Roque
- les Taillades.

### Prévention des risques
Le territoire de la commune de Marsalès est vulnérable à différents aléas naturels : météorologiques (tempête, orage, neige, grand froid, canicule ou sécheresse), feux de forêts, mouvements de terrains et séisme (sismicité très faible). Un site publié par le BRGM permet d'évaluer simplement et rapidement les risques d'un bien localisé soit par son adresse soit par le numéro de sa parcelle.
Marsalès est exposée au risque de feu de forêt. L’arrêté préfectoral du 14 mars 2013 fixe les conditions de pratique des incinérations et de brûlage dans un objectif de réduire le risque de départs d’incendie. À ce titre, des périodes sont déterminées : interdiction totale du 15 février au 15 mai et du 15 juin au 15 octobre, utilisation réglementée du 16 mai au 14 juin et du 16 octobre au 14 février. En septembre 2020, un plan inter-départemental de protection des forêts contre les incendies (PidPFCI) a été adopté pour la période 2019-2029,.

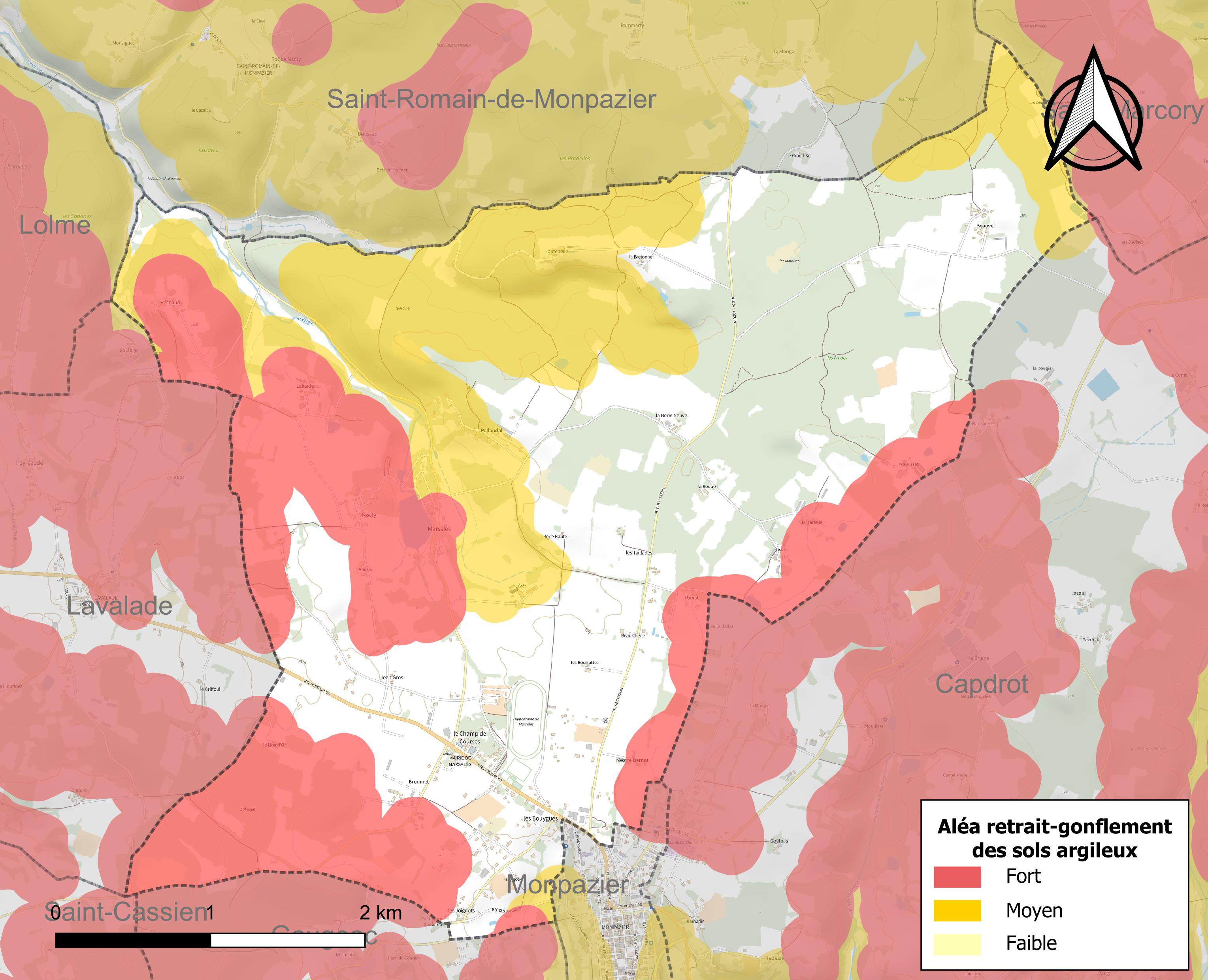
Carte des zones d'aléa retrait-gonflement des sols argileux de Marsalès.

Les mouvements de terrains susceptibles de se produire sur la commune sont des tassements différentiels. Le retrait-gonflement des sols argileux est susceptible d'engendrer des dommages importants aux bâtiments en cas d’alternance de périodes de sécheresse et de pluie. 49,6 % de la superficie communale est en aléa moyen ou fort (58,6 % au niveau départemental et 48,5 % au niveau national métropolitain). Depuis le 1er octobre 2020, en application de la loi ÉLAN, différentes contraintes s'imposent aux vendeurs, maîtres d'ouvrages ou constructeurs de biens situés dans une zone classée en aléa moyen ou fort,.
La commune a été reconnue en état de catastrophe naturelle au titre des dommages causés par les inondations et coulées de boue survenues en 1982, 1988, 1996, 1999 et 2008, par la sécheresse en 2005 et 2011 et par des mouvements de terrain en 1999.

## Toponymie
La première mention écrite connue du lieu n'est pas consensuelle : Albert Dauzat, ainsi que Chantal Tanet et Tristan Hordé, la situent en 1249 sous la forme Marsalesium. Pour Jean Roux, il s'agit d'une erreur et cette mention correspondrait à 1289 (ecclesia de Marsalesio). De son côté, il évoque les coutumes de Molières où figure en 1285 la mention burgum vocatum Marsales. Élisée Cérou cite un document établi en 1023 pour le mariage du comte d'Angoulême Audouin II avec Alaizie (ou Alausie) de Fronsac qui mentionne ecclesia ruinae sti Alisi in parrochia Martalèsi ad ecclesiam Sancti Johannis de Molerii, faisant référence à la première église du lieu dans la paroisse de Martalès, dépendante de l'église Saint-Jean de Molières.
L'étymologie est, elle aussi, sujette à controverses : partant de l'étymologie logique de la commune mosellane de Marsal (vicani Marosallenses en 44 et Marsallum en 709), du gaulois maros (grand) et sal (sel) avec suffixe -ensem, signifiant « grande saline », Albert Dauzat attribue la même étymologie à Marsalès. Cette proposition, correcte pour Marsal, semble peu probable pour Marsalès, selon les études suivantes.
Reprenant l’hypothèse d'Ernest Nègre, Chantal Tanet et Tristan Hordé penchent plutôt pour un nom de personne « Marsal », variante de Martial, avec suffixe -es (latin -ensem) signifiant « champ ou terrain de Marsal ».
Jean Roux analyse les différentes propositions déjà citées et pense également plus plausible le passage de Martialis vers Marçal en occitan.
En se basant sur un fanum érigé sur le territoire communal et dédié aux dieux Mars et Alisanos, Élisée Cérou envisage que le toponyme de Marsalès soit l'agrégation des deux noms de saints (Mars-Alesus) (saint Martial et saint Alés) en remplacement des deux dieux païens.
En occitan, la commune porte le nom de Marçalés,.

## Histoire

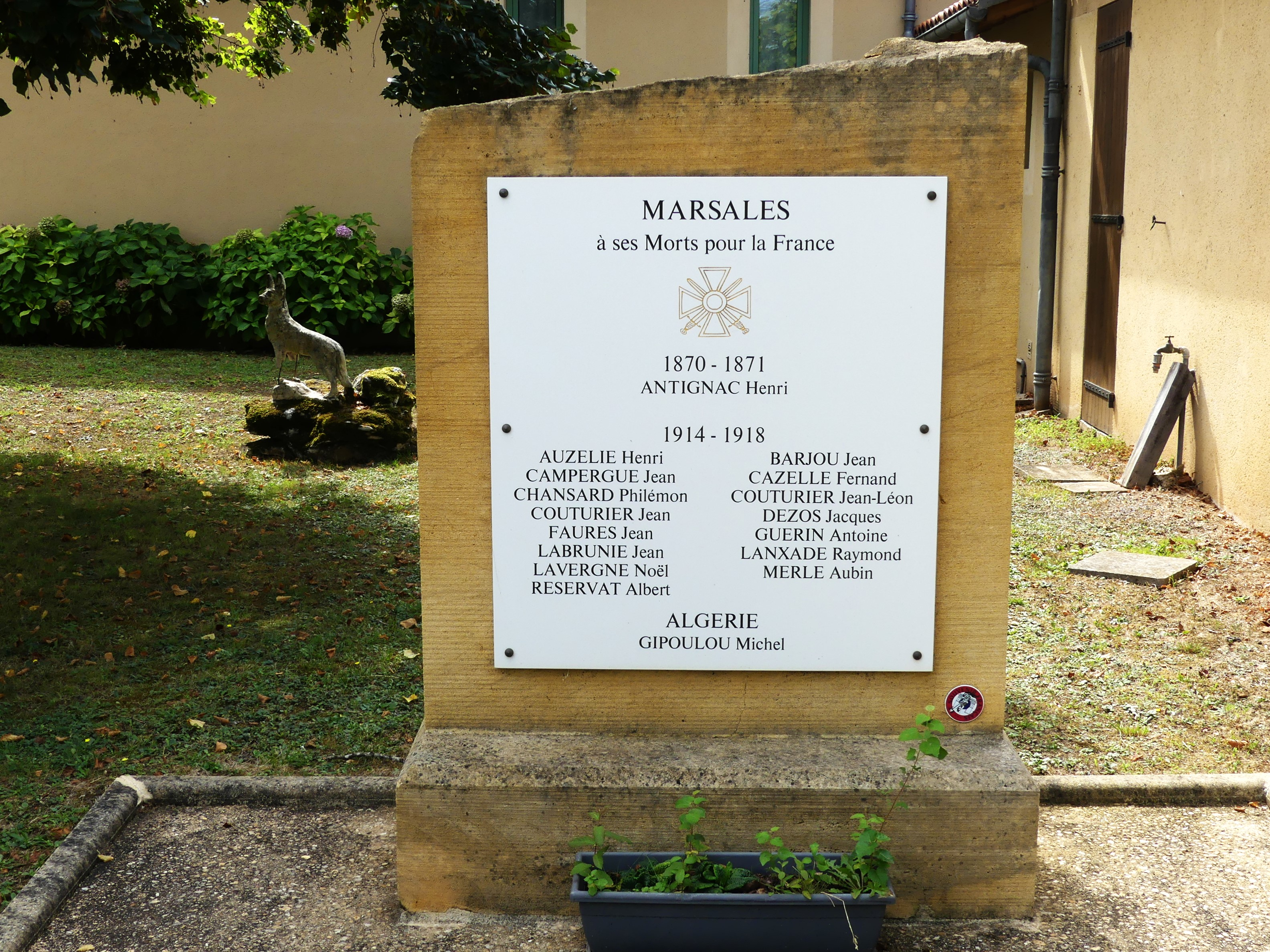
Le monument aux morts.

Le territoire communal a été occupé dès la Préhistoire comme l'attestent les nombreux silex taillés retrouvés sur place, significatifs d'une occupation depuis l'Acheuléen. Au Néolithique ont été érigés les allées couvertes de l'« Oustal del Loup » et le cromlech de Peyregude. À l'âge du fer, une carrière de minerai de fer a été ouverte et exploitée près du lieu-dit Lissac.
À l'époque gallo-romaine, un fanum dédié au dieu Mars a été édifié sur le tertre où se situe l'église Saint-Loup actuelle.
Une première église Saint-Ales, édifiée au VIIIe siècle s'est effondrée dans une doline vers 1060-1070 et a été remplacée au XIIe siècle par l'actuelle église Saint-Loup.
Ancien repaire noble remontant au XVe siècle, le château de Marsalès a été en partie rebâti au XVIIe siècle.
Ancienne paroisse du diocèse de Sarlat, la commune de Marsalès est créée dans les premières années de la Révolution française.

## Politique et administration

### Rattachements administratifs et électoraux
Dès 1790, la commune de Marsalès est rattachée au canton de Monpazier qui dépend du district de Belvès jusqu'en 1795, date de suppression des districts. En 1801, le canton est rattaché à l'arrondissement de Bergerac.
Dans le cadre de la réforme de 2014 définie par le décret du 21 février 2014, ce canton disparaît aux élections départementales de mars 2015. La commune est alors rattachée électoralement au canton de Lalinde pour l'élection des conseillers départementaux à partir de 2015.
Pour les élections législatives, la commune fait partie de la deuxième circonscription de la Dordogne.

### Intercommunalité
Initialement, Marsalès intègre la communauté de communes du Monpaziérois. Celle-ci est dissoute au 31 décembre 2012 et remplacée au 1er janvier 2013 par la communauté de communes des Bastides Dordogne-Périgord.

### Administration municipale
La population de la commune étant comprise entre 100 et 499 habitants au recensement de 2017, onze conseillers municipaux ont été élus en 2020,.

### Liste des maires

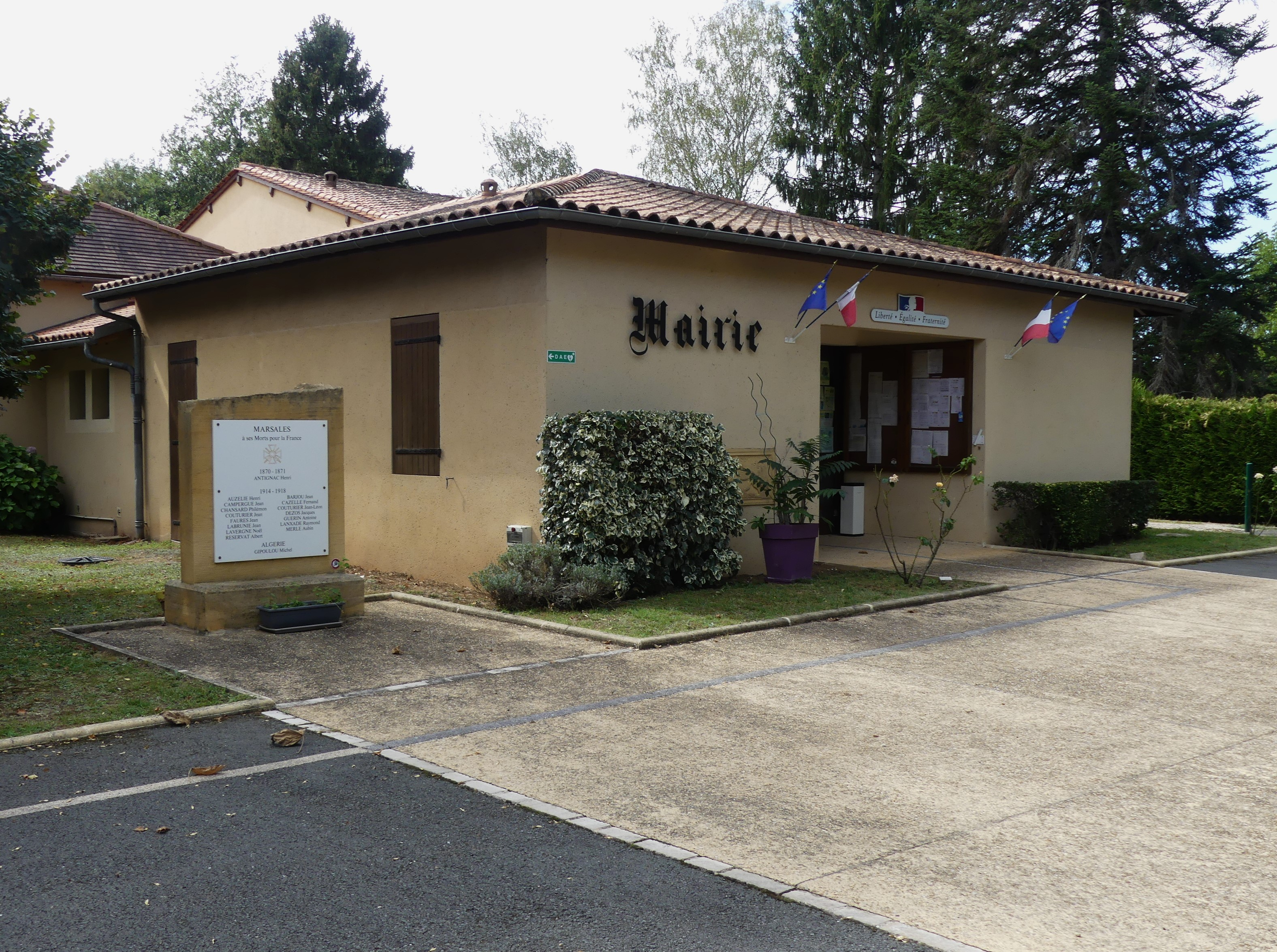
La mairie en 2023.

| Période                                  | Période   | Identité           | Étiquette | Qualité                      |
| ---------------------------------------- | --------- | ------------------ | --------- | ---------------------------- |
| Les données manquantes sont à compléter. |           |                    |           |                              |
|                                          |           |                    |           |                              |
| 1938                                     | 1940      | Louis Campergue    | PCF       | Cultivateur à la Borie Neuve |
|                                          |           |                    |           |                              |
| 1992                                     | mars 2014 | Jeannine Leygues   | SE        | Agent immobilier             |
| mars 2014 (réélu en mai 2020)            | En cours  | Jean-Pierre Prêtre |           |                              |

## Équipements et services publics

### Enseignement
L'école primaire se situait au lieu-dit Pellandal ; depuis la fin des années 1970, les élèves vont en classe à Monpazier.

### Santé
Plusieurs professionnels de santé sont installés dans la commune voisine de Monpazier : un médecin généraliste, un cabinet infirmier, un masseur-kinésithérapeute, un orthoptiste, un ostéopathe, une pharmacie et un podologue, ainsi qu'une clinique vétérinaire.
Les établissements d'hébergement pour personnes âgées dépendantes (EHPAD) les plus proches de la commune sont situés à Lolme et à Capdrot.

### Justice
Dans le domaine judiciaire, Marsalès relève : 
- du tribunal judiciaire, du tribunal pour enfants, du conseil de prud'hommes et du tribunal de commerce de Bergerac ;
- du pôle Nationalité du tribunal judiciaire de Périgueux (compétent uniquement dans le domaine de la nationalité) ;
- de la cour d'appel, du tribunal administratif et de la  cour administrative d'appel de Bordeaux.

### Sécurité
Pour la sécurité, la commune dépend de la brigade de gendarmerie de Beaumontois en Périgord.

## Population et société

### Démographie
Les habitants de Marsalès se nomment les Marsalesois.
L'évolution du nombre d'habitants est connue à travers les recensements de la population effectués dans la commune depuis 1793. Pour les communes de moins de 10 000 habitants, une enquête de recensement portant sur toute la population est réalisée tous les cinq ans, les populations de référence des années intermédiaires étant quant à elles estimées par interpolation ou extrapolation. Pour la commune, le premier recensement exhaustif entrant dans le cadre du nouveau dispositif a été réalisé en 2007.

En 2022, la commune comptait 225 habitants, en évolution de −5,46 % par rapport à 2016 (Dordogne : +0,37 %, France hors Mayotte : +2,11 %).
| 1793 | 1800 | 1806 | 1821 | 1831 | 1836 | 1841 | 1846 | 1851 |
| ---- | ---- | ---- | ---- | ---- | ---- | ---- | ---- | ---- |
| 222  | 209  | 231  | 221  | 269  | 313  | 297  | 291  | 280  |

| 1856 | 1861 | 1866 | 1872 | 1876 | 1881 | 1886 | 1891 | 1896 |
| ---- | ---- | ---- | ---- | ---- | ---- | ---- | ---- | ---- |
| 285  | 276  | 261  | 240  | 218  | 212  | 214  | 218  | 196  |

| 1901 | 1906 | 1911 | 1921 | 1926 | 1931 | 1936 | 1946 | 1954 |
| ---- | ---- | ---- | ---- | ---- | ---- | ---- | ---- | ---- |
| 188  | 209  | 178  | 147  | 166  | 152  | 172  | 168  | 163  |

| 1962 | 1968 | 1975 | 1982 | 1990 | 1999 | 2006 | 2007 | 2012 |
| ---- | ---- | ---- | ---- | ---- | ---- | ---- | ---- | ---- |
| 146  | 144  | 169  | 204  | 204  | 204  | 216  | 218  | 243  |

| 2017 | 2022 | - | - | - | - | - | - | - |
| ---- | ---- | - | - | - | - | - | - | - |
| 234  | 225  | - | - | - | - | - | - | - |

### Sports
Des courses hippiques sont organisées sur l'hippodrome de Monpazier-Marsalès. En août 2023 s'y tient le Concours d'endurance équestre de Monpazier, avec 25 nations engagées. En septembre 2024, ce sont 39 délégations internationales représentées par 145 cavalières et cavaliers qui parcourent six boucles représentant un total de 160 km.

## Économie

### Emploi
En 2021, parmi la population communale comprise entre 15 et 64 ans, les actifs représentent 89 personnes, soit 39,2 % de la population municipale. Le nombre de chômeurs (dix) a augmenté par rapport à 2015 (sept) et le taux de chômage de cette population active s'établit à 11,5 %.

### Activités hors agriculture
Vingt-sept établissements sont implantés à Marsalès au 31 décembre 2021. Le tableau ci-dessous en détaille le nombre par secteur d'activité et compare les ratios avec ceux du département,.
| Secteur d'activité                                                                                        | Commune | Commune | Département |
| Secteur d'activité                                                                                        | Nombre  | %       | %           |
| --- | ------- | ------- | ----------- |
| Ensemble                                                                                                  | 27      |         |             |
| Industrie manufacturière, industries extractives et autres                                                | 1       | 3,7 %   | (8,4 %)     |
| Construction                                                                                              | 6       | 22,2 %  | (13,4 %)    |
| Commerce de gros et de détail, transports, hébergement et restauration                                    | 10      | 37,0 %  | (28,2 %)    |
| Information et communication                                                                              | 0       | 0,0 %   | (1,8 %)     |
| Activités financières et d'assurance                                                                      | 1       | 3,7 %   | (3,6 %)     |
| Activités immobilières                                                                                    | 0       | 0,0 %   | (6,7 %)     |
| Activités spécialisées, scientifiques et techniques et activités de services administratifs et de soutien | 4       | 14,8 %  | (15,0 %)    |
| Administration publique, enseignement, santé humaine et action sociale                                    | 2       | 7,4 %   | (12,8 %)    |
| Autres activités de services                                                                              | 3       | 11,1 %  | (10,1 %)    |

Le secteur du commerce de gros et de détail, des transports, de l'hébergement et de la restauration est prépondérant sur la commune puisqu'il représente plus d'un tiers du nombre total d'établissements de la commune (10 sur les 27 entreprises implantées à Marsalès), contre 28,2 % au niveau départemental.

### Agriculture
La commune est dans le « Bergeracois », une petite région agricole dans le département de la Dordogne. En 2020, l'orientation technico-économique de l'agriculture sur la commune est l'élevage de volailles. 
|               | 1988 | 2000 | 2010 | 2020 |
| ------------- | ---- | ---- | ---- | ---- |
| Exploitations | 17   | 16   | 10   | 5    |
| SAU (ha)      | 450  | 405  | 230  | 201  |

Le nombre d'exploitations agricoles en activité et ayant leur siège dans la commune est passé de 17 lors du recensement agricole de 1988 à 16 en 2000 puis à 10 en 2010 et enfin à 5 en 2020, soit une baisse de 71 % en 32 ans. Le même mouvement est observé à l'échelle du département qui a perdu pendant cette période 60 % de ses exploitations (passant de 15 825 à 6 328),. La surface agricole utilisée sur la commune a également diminué, passant de 450 ha en 1988 à 201 ha en 2020. Parallèlement la surface agricole utilisée moyenne par exploitation a augmenté, passant de 26 à 40 ha.

## Culture locale et patrimoine

### Lieux et monuments

#### Patrimoine civil
- Le château de Marsalès, XVe et XVIIe siècles, inscrit au titre des monuments historiques depuis 1976 pour les façades et toitures du château et des communs, ainsi que pour son portail d'entrée[75],[76].
- Le grand chêne de la Bigotie, a reçu le label « arbre remarquable de France » en août 2010[77].
- Hippodrome de Monpazier-Marsalès.
- Les deux allées couvertes de la Borie Neuve, ou de l'« Oustal del Loup »[G 8].
- L'ancien pigeonnier de la Bigotie.
- Attenante à la bastide de Monpazier, une petite partie du territoire communal est incluse dans le périmètre d'une zone de protection du patrimoine architectural, urbain et paysager (ZPPAUP) créée en 1995 et transformée en site patrimonial remarquable (SPR)[78],[79].

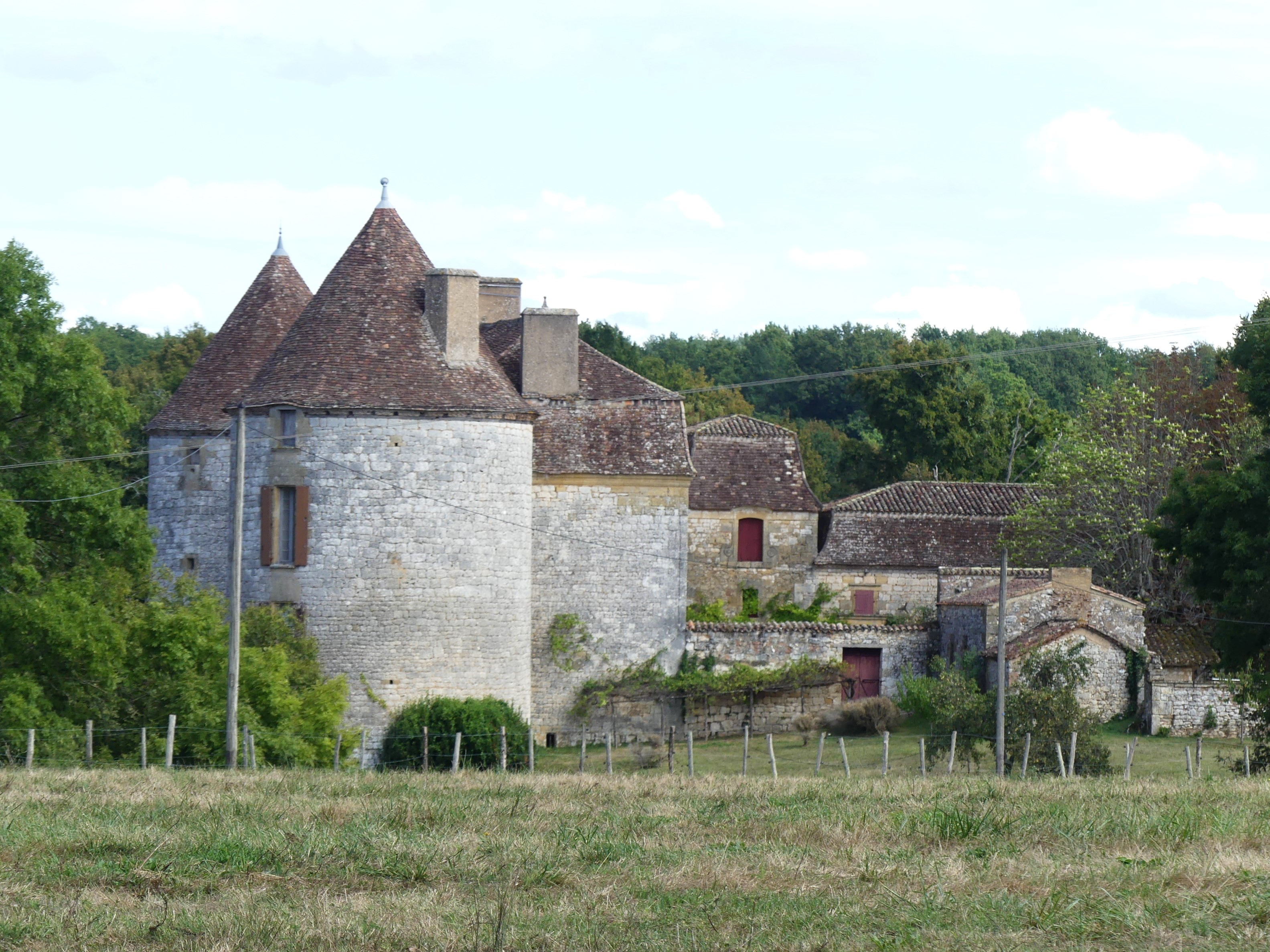
Le château de Marsalès.
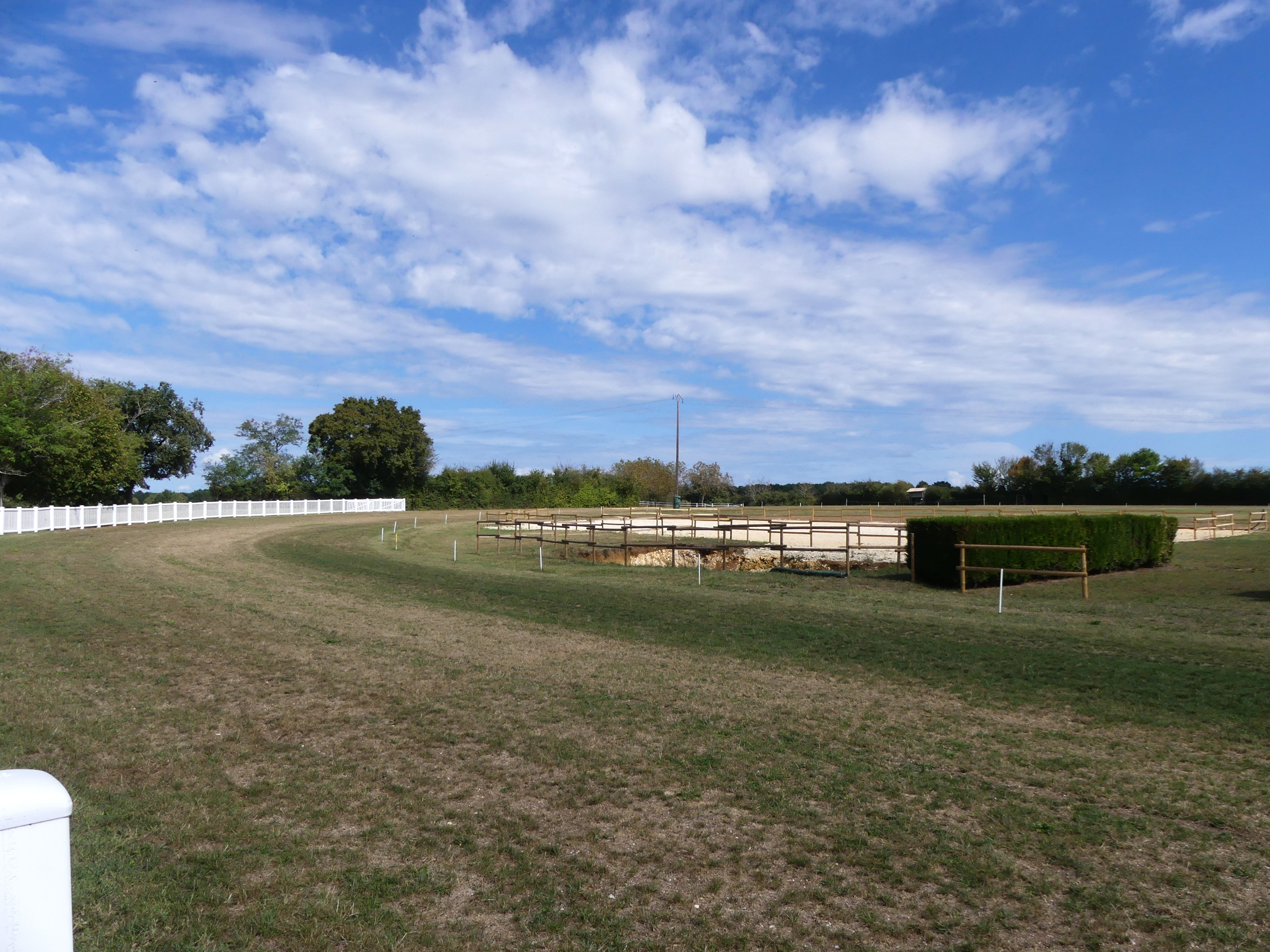
L'hippodrome.
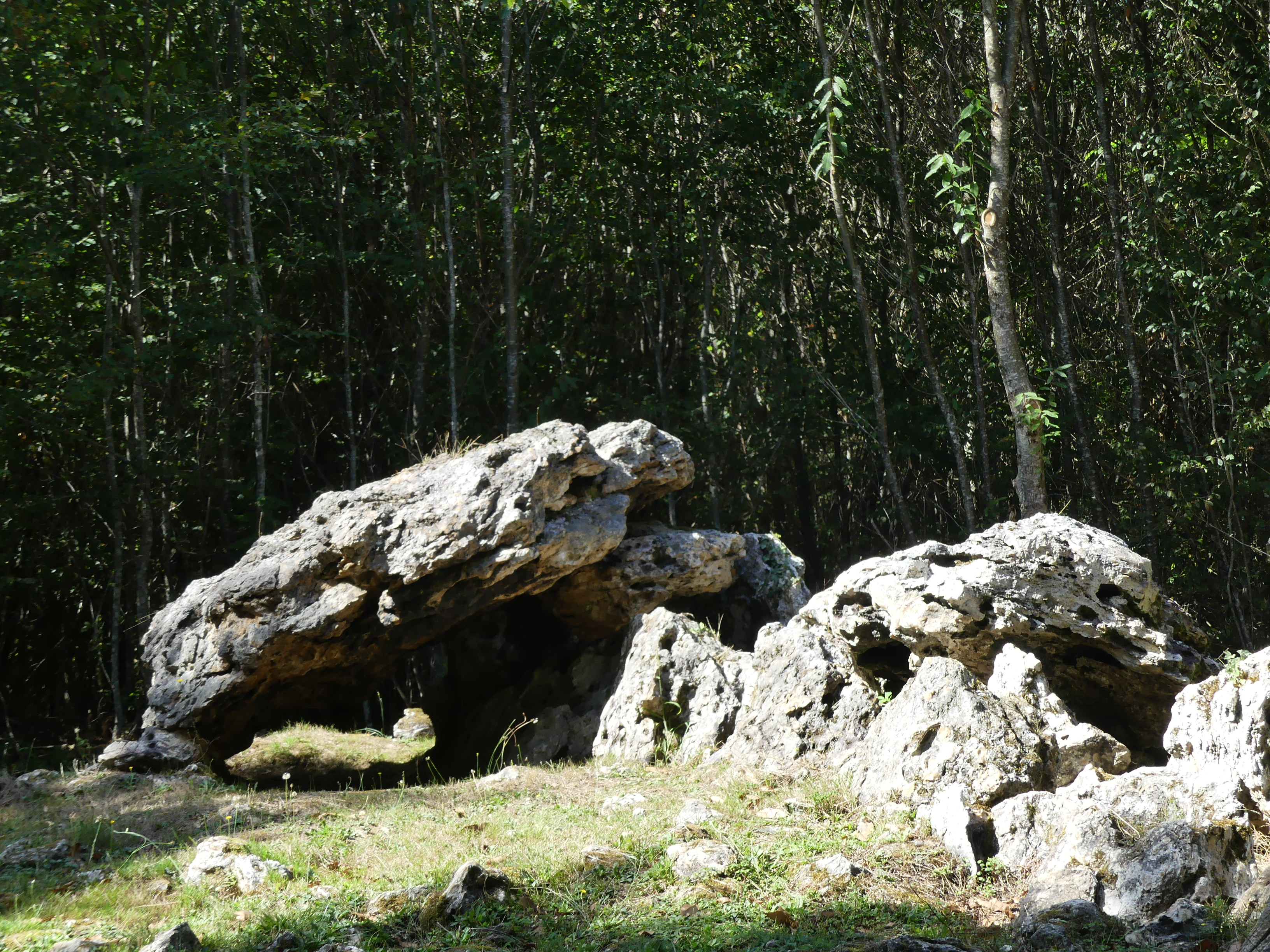
L'allée couverte no 1 de la Borie Neuve.
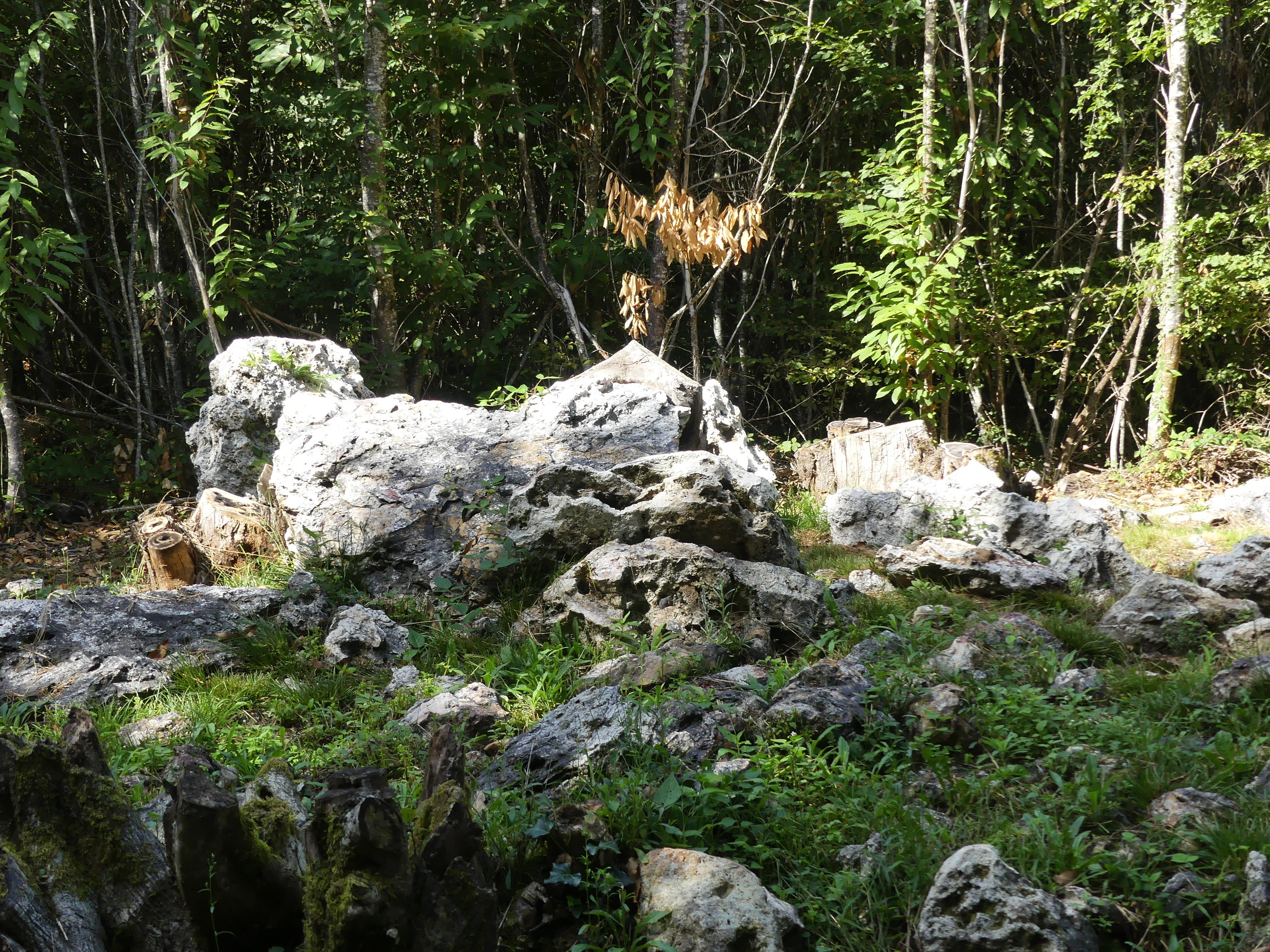
L'allée couverte no 2.
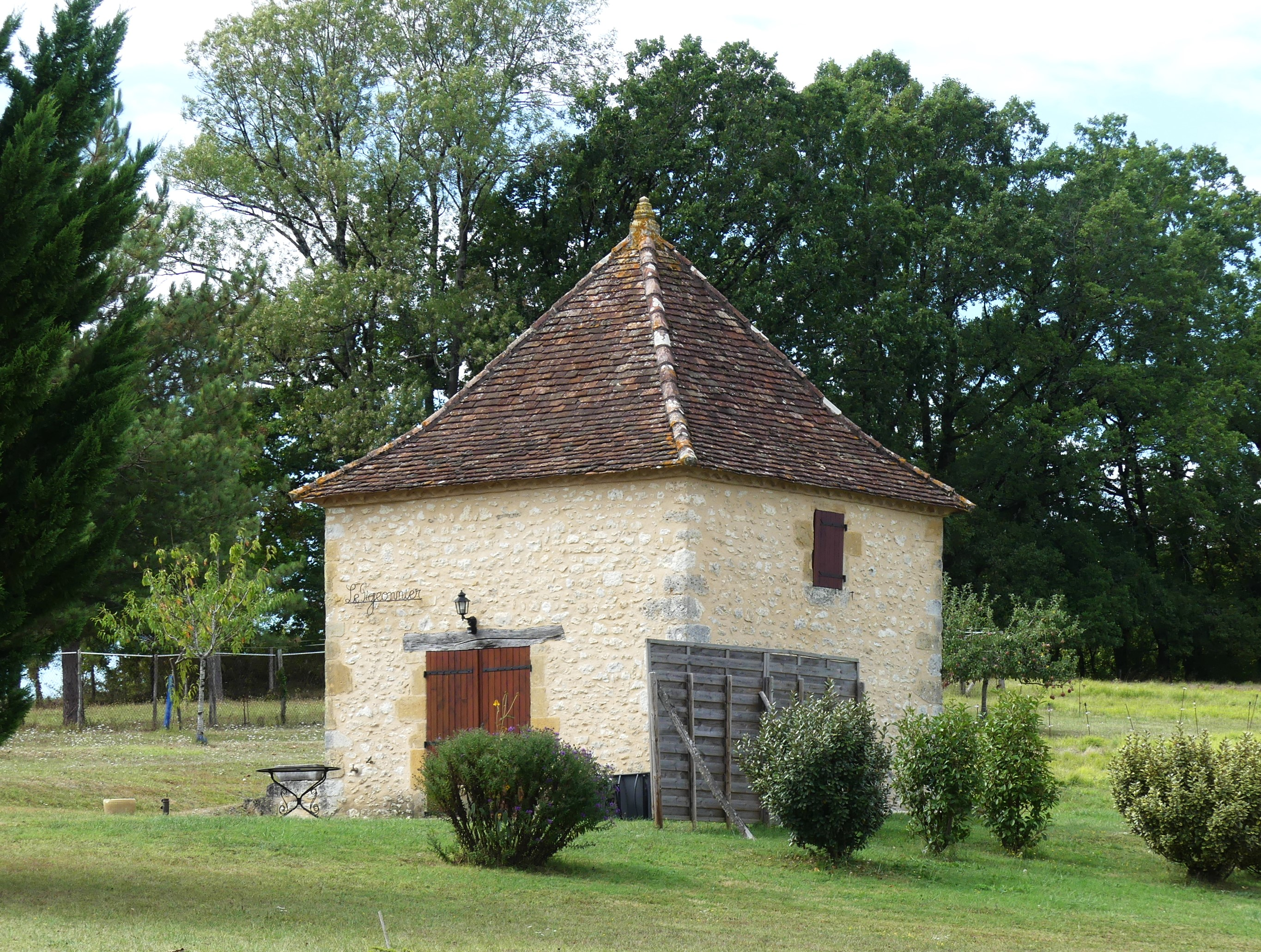
L'ancien pigeonnier de la Bigotie.

#### Patrimoine religieux
- Église Saint-Loup, XIIe et XVIIe siècles, inscrite au titre des monuments historiques en 1974[80].
- Oratoire dédié à Notre-Dame du Rosaire, près du lieu-dit Péchaud.

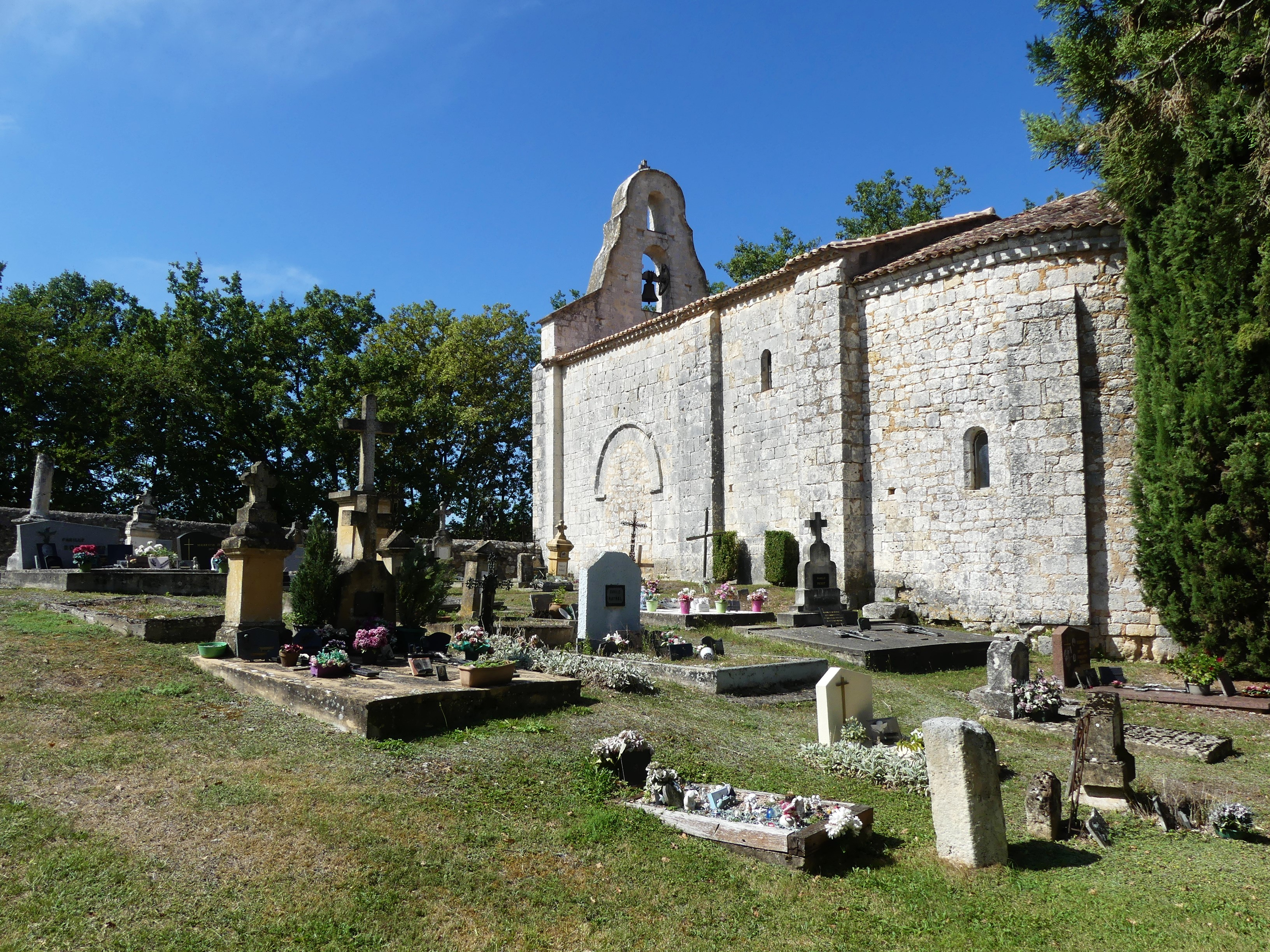
Le cimetière et l'église Saint-Loup.
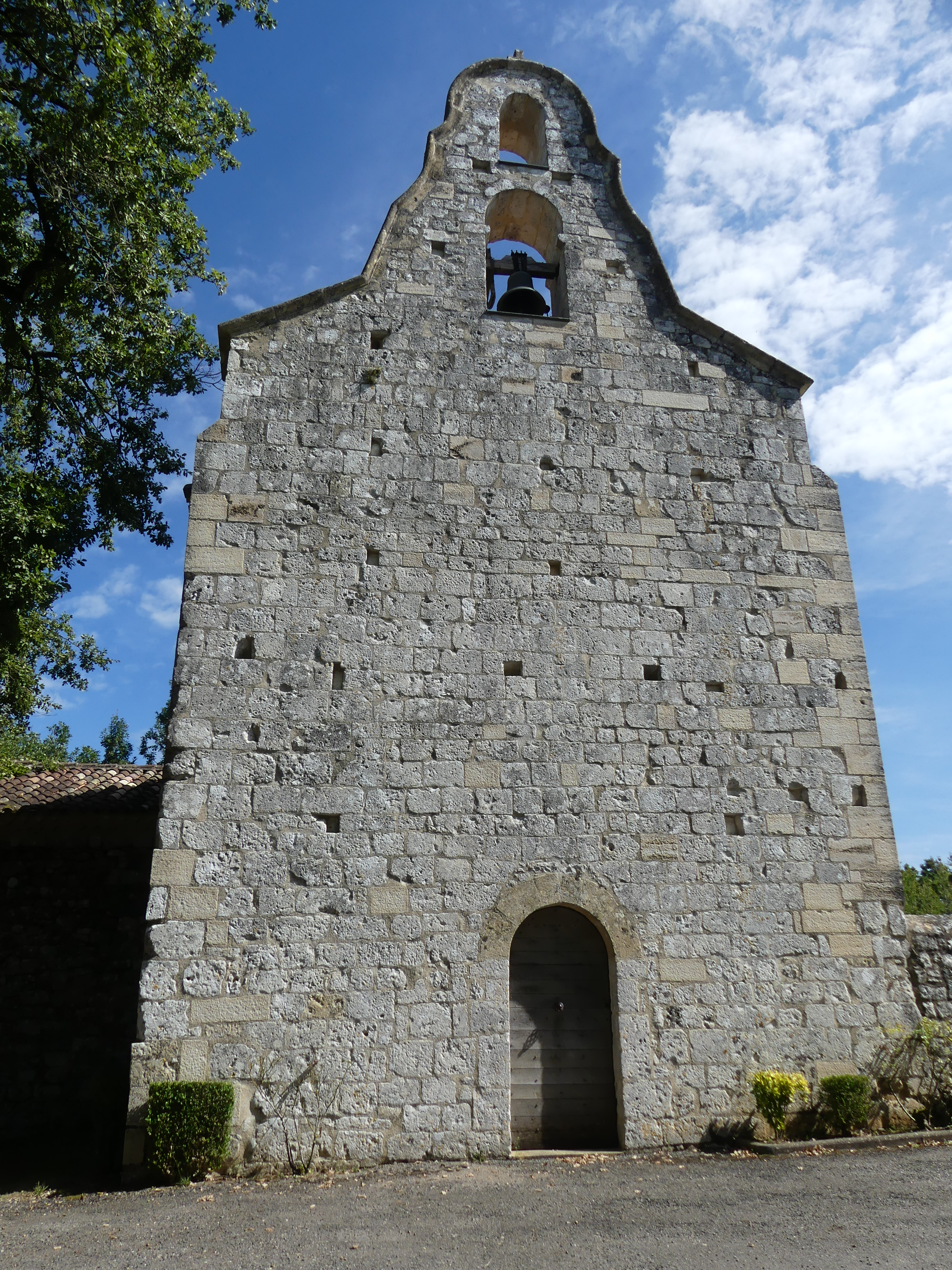
Le clocher-mur de l'église Saint-Loup.
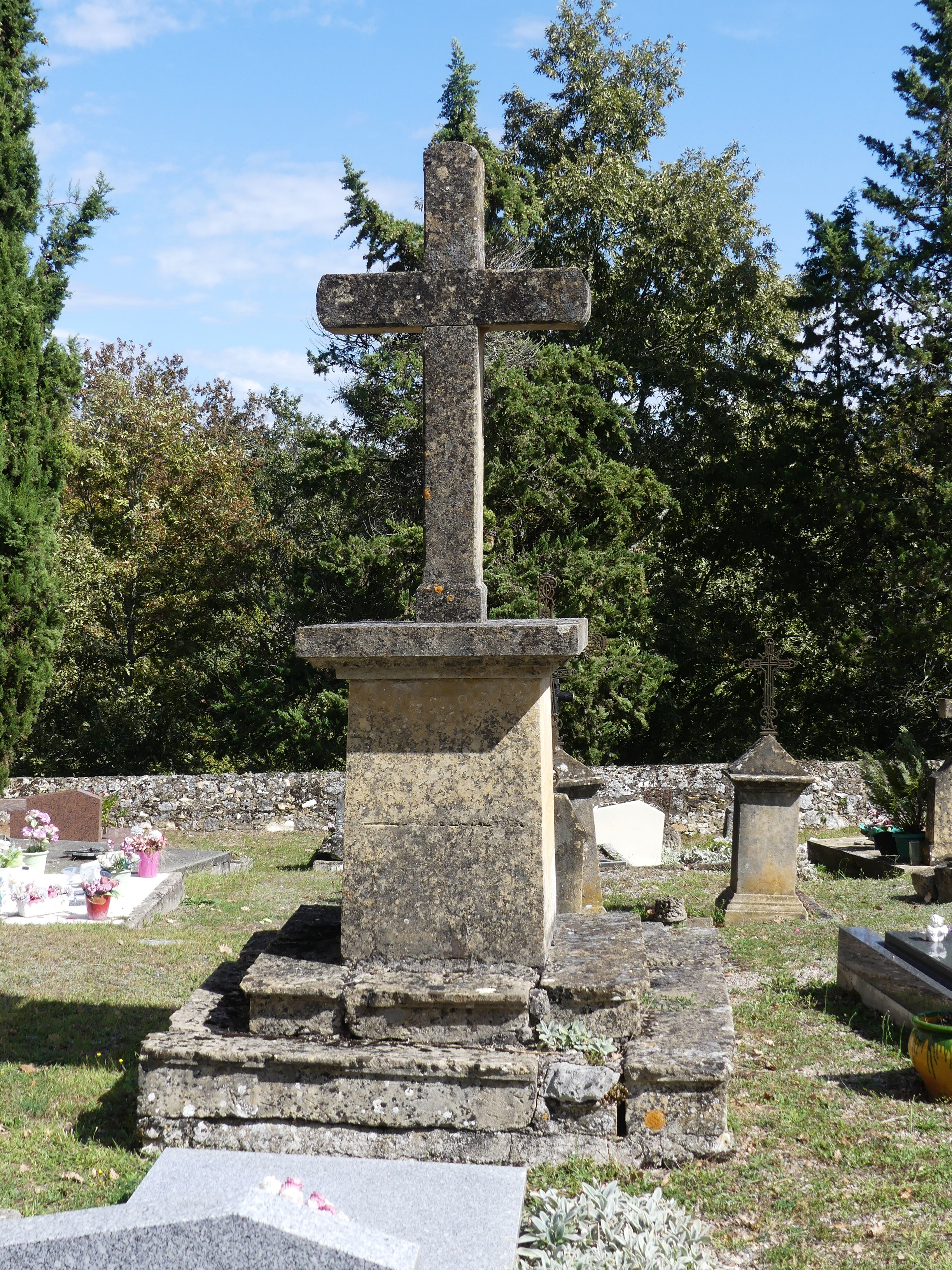
La croix principale du cimetière.
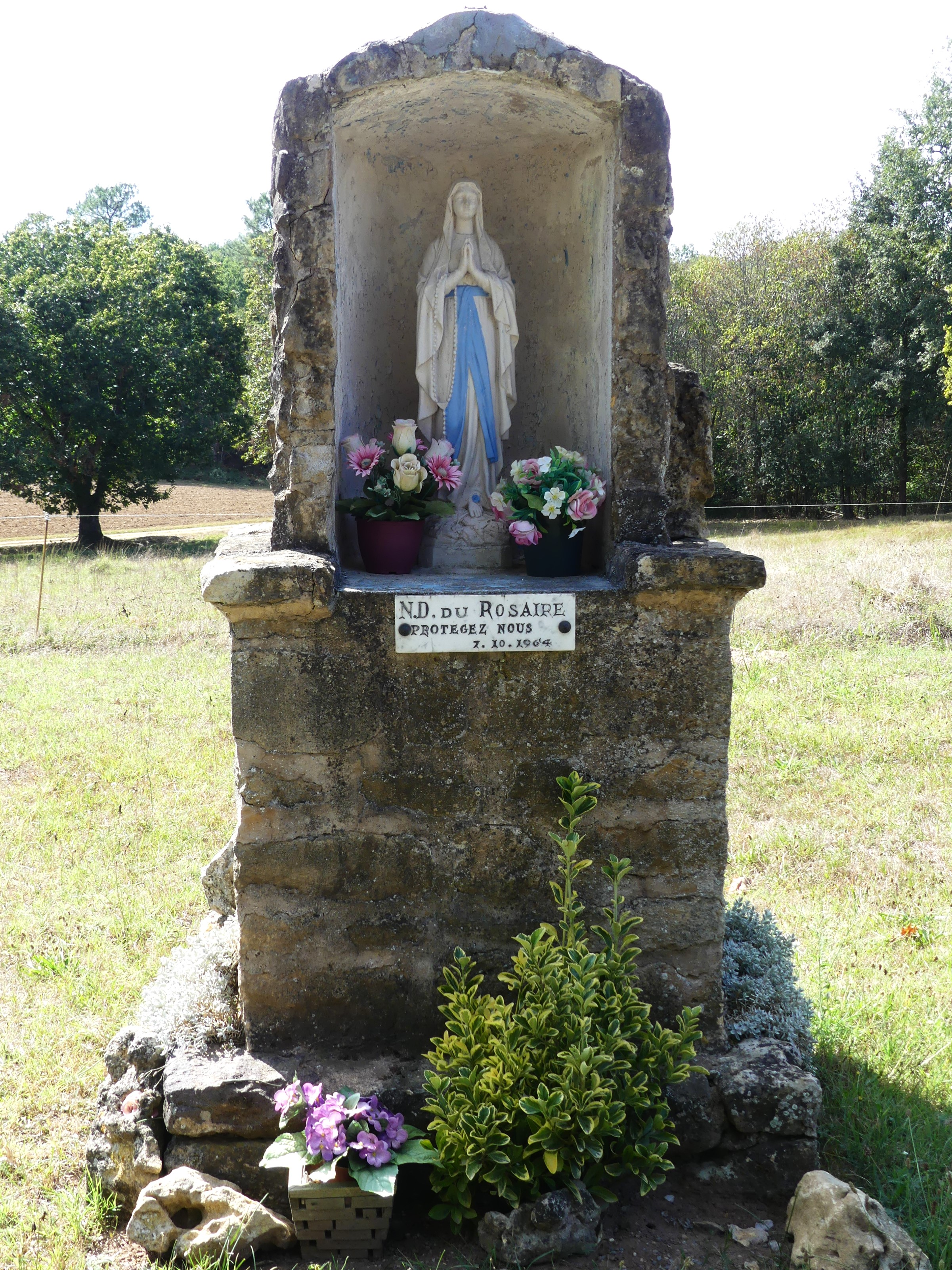
L'oratoire dédié à Notre-Dame du Rosaire.

## Pour approfondir